# 在エジプト日本国大使館
在エジプト日本国大使館（アラビア語: سفارة اليابان في جمهورية مصر العربية、英語: Embassy of Japan in Egypt）は、エジプトの首都カイロにある日本の大使館。

## 概要
- 1936年、在エジプト日本帝国公使館が開設される[1]
- 1941年、第二次世界大戦により日本とエジプトの国交が断絶する[2]
- 1945年、エジプト王国が大日本帝国に宣戦布告する[2]
- 1952年、サンフランシスコ平和条約の発効により日本国が独立、エジプト王国も同条約締結国のうちの一国[3]
- 1952年、自由将校団のクーデターによりエジプトの国王ファールーク1世が廃位され、生後6ヶ月の王太子フアードが国王フアード2世として即位する[4]
- 1952年、日本とエジプトの国交が回復し[5]、在エジプト日本国公使館も再開される[6]
- 1953年、生後1歳5ヶ月の国王フアード2世も廃されてエジプト王国が崩壊し、共和制に移行[7]、日本との国交は継承される
- 1954年、公使館が在エジプト日本国大使館に昇格する[1]
- 1995年、大使館内に国際交流基金カイロ日本文化センターが開設される[8]

## 住所

### 所在地
| 日本語     | カイロ市アル＝マアーディー地区エン＝ニール・コーニッシュ通り81 |
| アラビア語 | العنوان: 81 شارع كورنيش النيل - المعادي - القاهرة              |
| 英語       | 81 Corniche El Nil Street, Maadi, Cairo                        |

### 私書箱
| 日本語     | アル＝マアーディー地区私書箱500 |
| アラビア語 | صندوق بريد 500 المعادي          |
| 英語       | P.O. Box 500, Maadi             |